# Forchhammeria pallida
Forchhammeria pallida là một loài thực vật có hoa trong họ Capparaceae. Loài này được Liebm. mô tả khoa học đầu tiên năm 1854.